# Tetratomidae
Tetratomidae je malá čeleď brouků bez jakéhokoliv obecnějšího jména. Skládá se z několika rodů, většina z nich byla dříve zařazována do čeledi Melandryidae.

## Taxonomie
- podčeleď Eustrophinae Gistel, 1856
  - rod Eustrophinus
  - rod Eustrophus Latreille, 1809
    - druh Eustrophus dermestoides (Fabricius, 1792)
- podčeleď Hallomeninae Mulsant, 1856
  - rod Hallomenus Panzer, 1807
    - druh Hallomenus axillaris (Illiger, 1807)
    - druh Hallomenus binotatus (Quensel, 1790)

  - rod Mycetoma Mulsant, 1856
    - druh Mycetoma suturale (Panzer, 1797)

  - rod Pseudohallomenus Nikitsky, 1977 †
    - druh Pseudohallomenus cretaceus Nikitsky, 1977 †
- podčeleď Tetratominae Billberg, 1820
  - rod Tetratoma Fabricius, 1790
    - druh Tetratoma ancora Fabricius, 1790
    - druh Tetratoma baudueri Perris, 1864
    - druh Tetratoma crenicollis Baudi, 1877
    - druh Tetratoma desmarestii Latreille, 1807
    - druh Tetratoma fungorum Fabricius, 1790
    - druh Tetratoma tedaldi Reitter, 1887